# Enispa etrocta
Enispa etrocta är en fjärilsart som beskrevs av George Francis Hampson 1910. Enispa etrocta ingår i släktet Enispa och familjen nattflyn. Inga underarter finns listade i Catalogue of Life.